# Shouse
Shouse est un duo australien–néo-zélandais de musique électronique composé d'Ed Service et Jack Madin. Ils sont principalement connus pour leur titre Love Tonight sorti en 2017 et devenu un succès en 2021 après la sortie de remixes.

## Carrière
Le duo se forme en 2015 à Victoria et sort ses deux premiers singles Whisper et Support Structure avec le groupe Habits aux vocaux. Ils publient leur premier EP Openshouse 3 en septembre 2017.
Le 14 décembre 2017, le duo sort le single Love Tonight. Le titre est interprété par une chorale de chanteurs provenant de Melbourne,. Ils sortent leur second EP Into It en décembre 2018.
En mars 2021, le producteur allemand Oliver Huntemann et le DJ brésilien Vintage Culture sortent séparément des remixes de Love Tonight, qui deviennent populaires sur TikTok. En juin 2021, le DJ français David Guetta sort à son tour un remix du titre. La chanson se classe alors dans les charts singles européens.
En février 2022, Shouse sort Won't Forget You, enregistré entre les voyages en Europe et une apparition live à l'Opéra de Sydney le 31 décembre 2021, avec une chorale de 50 chanteurs.

## Discographie

### Singles
| Titre                                                                          | Année | Meilleure position | Meilleure position | Meilleure position | Meilleure position | Meilleure position | Meilleure position | Meilleure position | Meilleure position | Meilleure position | Meilleure position | Certifications                                                          |
| Titre                                                                          | Année | AUS                | ALL                | AUT                | BEL (FL)           | BEL (WAL)          | FRA                | HON                | ITA                | P-B                | SUI                | Certifications                                                          |
| ------------------------------------------------------------------------------ | ----- | ------------------ | ------------------ | ------------------ | ------------------ | ------------------ | ------------------ | ------------------ | ------------------ | ------------------ | ------------------ | ----------------------------------------------------------------------- |
| Whisper (featuring Habits)                                                     | 2016  | —                  | —                  | —                  | —                  | —                  | —                  | —                  | —                  | —                  | —                  |                                                                         |
| Support Structure (featuring Habits)                                           | 2016  | —                  | —                  | —                  | —                  | —                  | —                  | —                  | —                  | —                  | —                  |                                                                         |
| Without You (featuring Rachel)                                                 | 2017  | —                  | —                  | —                  | —                  | —                  | —                  | —                  | —                  | —                  | —                  |                                                                         |
| Text Apology (featuring Martha)                                                | 2017  | —                  | —                  | —                  | —                  | —                  | —                  | —                  | —                  | —                  | —                  |                                                                         |
| Love Tonight                                                                   | 2017  | 22                 | 4                  | 3                  | 1                  | 3                  | 8                  | 4                  | 37                 | 2                  | 2                  | - ARIA: Platine - BPI: Argent - PME: Or - SNEP: Platine - FIMI: Platine |
| Won't Forget You                                                               | 2022  | —                  | 36                 | —                  | —                  | —                  | —                  | —                  | —                  | —                  | 91                 |                                                                         |
| Never Let You Go (avec Jason Derulo)                                           | 2022  | —                  | —                  | —                  | —                  | —                  | —                  | —                  | —                  | —                  | —                  |                                                                         |
| (Still) WON'T4GETU (avec Ferrer & Troxler)                                     | 2023  | —                  | —                  | —                  | —                  | —                  | —                  | —                  | —                  | —                  | —                  |                                                                         |
| Live Without Love (avec David Guetta)                                          | 2023  | —                  | —                  | —                  | —                  | —                  | —                  | —                  | —                  | —                  | —                  |                                                                         |
| Your Love (featuring House Gospel Choir)                                       | 2023  | —                  | —                  | —                  | —                  | —                  | —                  | —                  | —                  | —                  | —                  |                                                                         |
| "—" signifie que le titre n'est pas sorti ou ne s'est pas classé dans le pays. |       |                    |                    |                    |                    |                    |                    |                    |                    |                    |                    |                                                                         |

### Remixes
- 2023 : Becky Hill & Lewis Thompson - Side Effects (Shouse Remix)

## Récompenses et nominations

### Music Victoria Awards
Les Music Victoria Awards est une cérémonie annuelle nocturne célébrant la musique de Victoria, commencée en 2005.
| Année | Nomination | Titre                | Catégorie  | Ref. |
| ----- | ---------- | -------------------- | ---------- | ---- |
| 2021  | Shouse     | Meilleure révélation | Nomination | ,    |

### AIR Awards
Les AIR Awards (pour Australian Independent Record Awards) est une cérémonie annuelle nocturne pour reconnaitre, promouvoir, et célébrer le succès du secteur musical indépendant australien.
| Année | Nomination                        | Titre                                                    | Catégorie | Ref. |
| ----- | --------------------------------- | -------------------------------------------------------- | --------- | ---- |
| 2022  | Love Tonight (David Guetta Remix) | Meilleur single indépendant dance, électronique, ou club | Lauréat   | ,    |